# Giovanni Gregorio Piola
Giovanni Gregorio Piola (Genova, 1572 – Marsiglia, 1625) è stato un pittore italiano.

## Biografia
Battezzato nella cattedrale di San Lorenzo a Genova, Giovanni Gregorio era figlio di Geronimo, sarto di origini abruzzesi discendente da una schiatta di filatori di seta e orefici, era fratello di Pier Francesco, anch'egli pittore, e di Paolo Battista, che pur proseguendo l'attività paterna fu genitore dei pittori Pellegro, Giovanni Andrea e Domenico.
Si dedicò alla pittura dopo aver lasciato l'attività di commerciante tessile. Specializzato nella miniatura, lasciò Genova per Roma e poi si trasferì dapprima in Spagna e poi in Francia. A Marsiglia trovò un relativo successo, stroncato però dalla prematura morte per malattia.